# Sarah Podorieszach
Sarah Podorieszach (* 5. Juni 1989 in Calgary, Alberta) ist eine ehemalige italo-kanadische Rennrodlerin.
Sarah Podorieszach wurde als italienischstämmige Kanadierin geboren, betreibt ihren Sport allerdings für Italien. Sie rodelte seit 2000 für Kanada, ab 2005 als Teil des italienischen Nationalkaders. 2003 wurde sie von italienischen Scouts im Junioren-Weltcup für Italien entdeckt und wechselte 2004 die Nationalität, obwohl sie zuvor keinen Bezug zu Italien hatte, abgesehen von der Tatsache, dass ihre Großeltern aus dem Land stammten. Die Studentin, die sowohl in Calgary als auch in Kiens lebt, startet für den SV Gitschberg. Sie fährt seit der Saison 2005/06 im Rennrodel-Weltcup. In Nagano erreichte Podorieszach 2006 als 14. ihr bestes Einzelergebnis im Weltcup und konnte es 2007 in Lake Placid wiederholen. Denselben Platz belegte sie auch bei den Olympischen Winterspielen 2006 von Turin. Bei ihren ersten Rennrodel-Weltmeisterschaften 2007 in Igls belegte die junge Italo-Kanadierin den 20. Rang. In der Gesamtwertung des Weltcups belegte sie in ihrer ersten Saison den 29. Platz und verbesserte sich in der folgenden Saison auf Rang 21. Noch erfolgreicher begann die Saison 2007/8. In den ersten fünf Rennen erreichte Podorieszach Ergebnisse zwischen Rang 14 und 17. In Königssee stürzte sie im sechsten Rennen jedoch schwer und musste noch an der Bahn medizinisch versorgt werden. Seither bestritt sie keine Weltcup-Rennen mehr. Letzte Großereignisse wurde die Rennrodel-Weltmeisterschaften 2008 in Oberhof, bei der sie 20. wurde und die Rennrodel-Europameisterschaften 2008 in Cesana Torinese, bei der Podorieszach Platz 13. erreichte.